# Jörg Hillmer

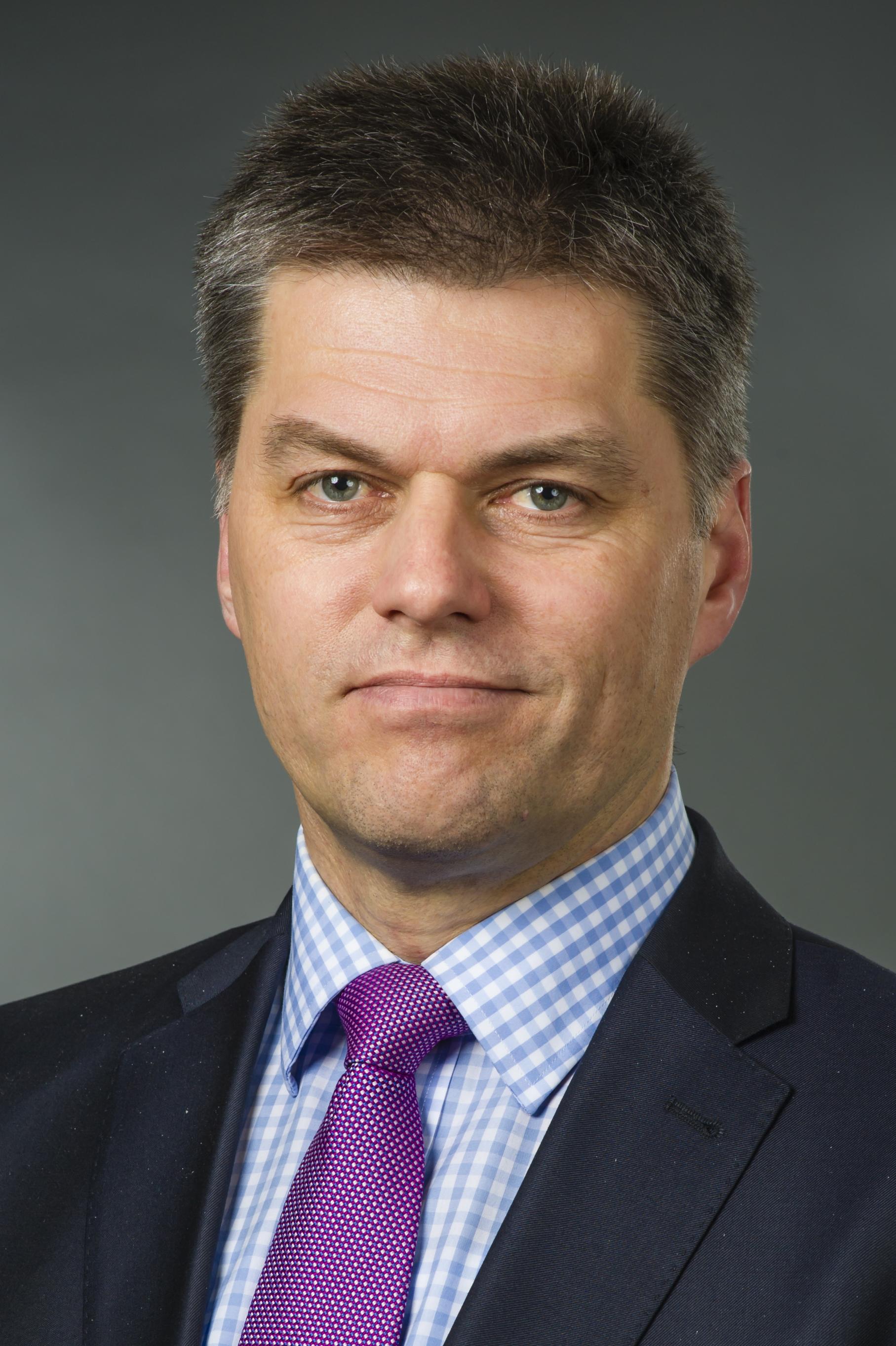
Jörg Hillmer 2018

Jörg Hillmer (* 21. Mai 1966 in Bad Bevensen) ist ein deutscher Politiker der CDU und seit 2003 Mitglied im Niedersächsischen Landtag. Seit 2006 ist er Mitglied des Kreistages im Landkreis Uelzen, und seit 2016 stellvertretender Landrat.

## Ausbildung, Beruf und Familie
Nach seinem Abitur 1985 am Herzog-Ernst-Gymnasium in Uelzen leistete er seinen Wehrdienst in Munster. Nach seiner Ausbildung zum Landwirt und dem Wehrdienst studierte er von 1988 bis 1991 Betriebswirtschaftslehre an der Universität Lüneburg mit Abschluss Dipl.-Kaufmann. Seit 1985 ist er selbständiger Landwirt. Er ist verheiratet und hat vier Kinder.

## Politik
Er ist Mitglied des Rates der Samtgemeinde Suderburg seit 1996, des Kreistages Uelzen seit 2006 und seit 2016 stellv. Landrat. Seit 2000 ist er Vorsitzender des CDU-Kreisverbandes Uelzen. Er gehört dem Bezirksvorstand der CDU Nordostniedersachsen seit 2001 an und dem CDU-Landesvorstand Niedersachsen seit 2004. Dort ist er Vorsitzender des Landesfachausschusses Wissenschaft und Kultur.
Seit 2003 ist er Abgeordneter des Niedersächsischen Landtags. Er zog stets über das Direktmandat im Landtagswahlkreis Uelzen in den Landtag ein. Er war Mitglied der Enquete-Kommission „Demografischer Wandel“ und bis 2013 Mitglied im Ausschuss für Wirtschaft, Arbeit und Verkehr. Seit 2013 ist er stellv. Vorsitzender der CDU-Landtagsfraktion und Sprecher der CDU für Wissenschaft und Kultur.